# استانیسلاس دومبک
استانیسلاس دومبک (فرانسوی: Stanislas Dombeck‎; ۲۶ سپتامبر ۱۹۳۱ – ۱۸ سپتامبر ۲۰۱۳) بازیکن و مربی فوتبال اهل فرانسه بود.
از باشگاه‌هایی که در آن بازی کرده‌است می‌توان به باشگاه فوتبال رن، باشگاه فوتبال آمیان، و باشگاه فوتبال آمیان، اشاره کرد.
وی همچنین در تیم ملی فوتبال فرانسه بازی کرده‌است.